# شهرستان آلمالی
شهرستان آلمالی (به قزاقی: Almaly District) یک منطقهٔ مسکونی در قزاقستان است که در آلماتی واقع شده‌است. شهرستان آلمالی ۲۱۵٬۷۶۸ نفر جمعیت دارد.